# Fantasia para Dois Coronéis e uma Piscina
Fantasia para Dois Coronéis e uma Piscina é um romance de Mário de Carvalho publicado em 2003 e galardoado com o prémio do PEN Clube Português para a melhor obra de ficção desse ano. 
Tratou-se de uma obra muito esperada deste autor, oito anos sobre o seu anterior romance, Era bom que trocássemos umas ideias sobre o assunto, havendo durante esse período Mário de Carvalho apenas publicado contos e teatro.

## Resumo da Obra
Em fantasia para Dois Coronéis e uma Piscina, Mário de Carvalho trata a sociedade portuguesa do início do século XXI com as suas contradições internas, a sua saloiice, aflorando os seus traumas e os seus desígnios, questionando-se mesmo, no final da obra, se "Há emenda para este país?". E toda esta narração, onde o real se cruza com os momentos mais delirantes produto da imaginação de Emanuel Elói (um jovem mestre de xadrez e vedor de água em contínua digressão pelo país no seu Renault 4) ou a destruição de uma estação de serviço por uma claque de futebol que se move de forma quadrúpede nos é narrada de forma quase anedótica, provocando o riso, ora pela aberração, ora pela ironia. Os protagonistas que dão nome à obra são dois coronéis reformados do exército, com experiência da guerra colonial e do 25 de Abril (que os viu em lados opostos) cuja grande parte das conversas tem lugar junto à piscina que um construiu num monte alentejano, algures perto de Serpa, onde gozam a reforma. O empresário de sucesso do Norte, a menina da estação de serviço, a esposa fina mas vernacular, o filho de 42 anos que permanece ligado aos tags (não aos graffitti) e polvilhado de piercings, completam as principais personagens desta hilariante obra cujo cenário é muito mais que o meio rural português povoado pelos regressados coronéis. Tal como em Um Deus passeando pela brisa da tarde é a decadência de um império que se sente nesta obra.